# MSI Wind
La MSI Wind fue una línea de netbooks diseñadas por Micro-Star International. El modelo inicial fue anunciado por primera vez en el CeBit 2008. Sus primeras versiones eran de 8,9 y 10,1 pulgadas, con una resolución de 1024x600 píxeles, y traían incorporada una batería de 3 o 6 celdas; con un disco duro de entre 80 y 160 GB y entre 512 MiB y 1 GiB de memoria RAM. Estos modelos venían además en dos configuraciones en las que se incluía el sistema operativo Windows XP o una versión especial de SUSE Linux. Utilizaba chipset Intel y un procesador Atom N270 de 1,6 ghz. Por último traía integrada conexión ethernet, wifi, cámara web de 1,3 Mp y, dependiendo el modelo, conexión bluetooth.
Posteriormente, salieron al mercado otros modelos con versiones más nuevas del Intel Atom e incluso con procesadores AMD, y con un tamaño de pantalla de hasta 12 pulgadas.

## Versiones clónicas
Existen al menos doce clones conocidos de la versión inicial de Wind:
- Advent 4211 en Gran Bretaña.
- LG X110, en España, Argentina, Brasil (modelos x110-1010 & 1000) y Suecia.
- Medion Akoya Mini en Alemania, Suiza, Austria, Holanda, Bélgica, Dinamarca, y España (este modelo difiere levemente en sus componentes internos, contiene una placa inalámbrica diferente, no trae bluetooth e incluye webcam de 0,3 Mp).
- MyBook M11 'Freedom' en Dinamarca, este modelo a diferencia de los demás no trae logotipo en la carcasa.
- En Japón, la Wind es distribuida por Mouse Computer.
- Tsunami Moover T10 en Portugal.
- Mivvy M310 en República Checa, trae 2 GiB de RAM y un disco rígido de 120 GB.
- Casper Minibook en Turquía, con 160 GB de disco rígido.
- Datron Mobee N011 con batería de seis celdas, también en Turquía.
- Proline U100 en Sudáfrica.
- CMS ICBook M1 en Vietnam.
- En la India, HCL Infosystems distribuye la Wind bajo su propia marca.
- Roverbook Neo U100 en Rusia, con una carcasa ligeramente diferente y disco rígido de 120 GB.
- Innobo Iridium U10 en España, distribuido por Beep.
- Lug N011 by Ahtec [España]

## Especificaciones
|                       | Versión Linux | Versión Windows XP / Advent 4211                                                                                       | Medion Akoya Mini |
| --------------------- | --- | --- | --- |
| Sistema operativo     | Linux Novell (SUSE) | Microsoft Windows XP Home Edition                                                                                      | Microsoft Windows XP Home Edition                                                                                      |
| Chipset               | Intel 945GMS, ICH7-M                                                                                                   | Intel 945GMS, ICH7-M                                                                                                   | Intel 945GMS, ICH7-M                                                                                                   |
| Pantalla              | 10" (1024x600) LCD | 10" (1024x600) LCD | 10" (1024x600) LCD |
| VGA                   | UMA 950 | UMA 950 | UMA 950 |
| Memoria RAM*          | 1 GiB DDR2/667MHz (integrada)                                                                                          | 1 GiB DDR2/667MHz (integrada)                                                                                          | 1 GiB DDR2/667MHz (SODIMM)                                                                                             |
| Disco Rígido          | Western Digital Scorpio 80GB / 2,5" SATA / 5400 RPM                                                                    | Western Digital Scorpio 80GB / 2,5" SATA / 5400 RPM                                                                    | Western Digital Scorpio 80GB / 2,5" SATA / 5400 RPM                                                                    |
| Batería               | 3 celdas, 2200 mAh: 2,5 h o 6 celdas, 5200 mAh: 5,5 h                                                                  | 3 celdas, 2200 mAh: 2,5 h o 6 celdas, 5200 mAh: 5,5 h                                                                  | 3 celdas, 2200 mAh: 2,5 h o 6 celdas, 5200 mAh: 5,5 h                                                                  |
| Wifi                  | 802.11 b/g | 802.11 b/g | 802.11 n |
| Bluetooth             | No | Sí | No |
| Webcam                | 1,3 Megapixels | 1,3 Megapixels | 0,3 Megapixels |
| Dimensiones           | 260 x 180 x 19-31,5mm (10,23" x 7,08" x 0,748"/1,24")                                                                  | 260 x 180 x 19-31,5mm (10,23" x 7,08" x 0,748"/1,24")                                                                  | 260 x 180 x 19-31,5mm (10,23" x 7,08" x 0,748"/1,24")                                                                  |
| Peso                  | 1,13 kg para la de 3 celdas, 1,24 kg para la de 6                                                                      | 1,13 kg para la de 3 celdas, 1,24 kg para la de 6                                                                      | 1,13 kg para la de 3 celdas, 1,24 kg para la de 6                                                                      |
| Touchpad              | 2,0 x 1,7 pulgadas (Las primeras remesas traían un Synaptics con gestos, pero versiones posteriores traen un Sentelic) | 2,0 x 1,7 pulgadas (Las primeras remesas traían un Synaptics con gestos, pero versiones posteriores traen un Sentelic) | 2,0 x 1,7 pulgadas (Las primeras remesas traían un Synaptics con gestos, pero versiones posteriores traen un Sentelic) |
| Precio de lanzamiento | EE. UU.: US$399/€299                                                                                                   | 3 celdas:$500/£280, 6 celdas:US$549/€399                                                                               | Alemania/Holanda: €399 (US$626), Suiza: CHF 599 (US$591), Dinamarca: DKK 2,999 (US$633), España €399                   |

* 2 GiB de memoria como máximo.